# Kabinett Steinbrecher I
Das Kabinett Steinbrecher I (Ministerium) bildete vom 28. Mai 1925 bis Juni 1926 die Landesregierung des Freistaates Schaumburg-Lippe. Durch eine Verfassungsänderung im Jahr 1924 wurde die Anzahl der Mitglieder der Landesregierung von sieben auf fünf verringert (darunter zwei beamtete und drei nichtbeamtete Mitglieder). Das betraf als erstes dieses Kabinett. 1
| Amt               | Name                                                                        | Partei       |
| ----------------- | --------------------------------------------------------------------------- | ------------ |
| Ministerpräsident | Erich Steinbrecher                                                          | SPD          |
| Staatsrat         | Friedrich Schöttelndreier G. Grimme Rudolf Bretthauer Heinrich Brunstermann | DVP DDP DNVP |

Fußnoten